# 사카테페케스주

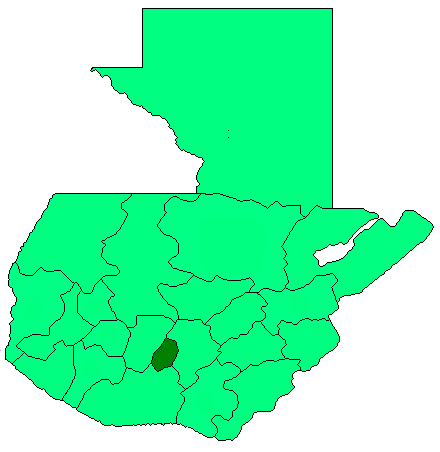
사카테페케스 주의 위치

사카테페케스주(스페인어: Departamento de Sacatepéquez)는 과테말라 중부에 위치한 주로 주도는 안티과과테말라이며 면적은 465km2, 인구는 248,019명(2003년 기준)이다.
주 이름은 1542년 11월 21일부터 1773년 7월 29일에 일어난 지진으로 파괴될 때까지 존재했던 옛 도시인 사카테페케스에서 유래된 이름이다. '사카테페케스'는 마야어족 방언으로 "풀의 언덕"을 뜻한다. 북쪽으로는 치말테낭고 주, 남쪽으로는 에스쿠인틀라 주, 동쪽으로는 과테말라 주, 서쪽으로는 치말테낭고 주와 접한다. 16개 지방 자치체를 관할한다.

주기
주 문장